# Coppa Italia 2022-2023 (calcio a 5 femminile)
La Coppa Italia 2022-2023 è stata la 22ª edizione assoluta della manifestazione. La partecipazione alla competizione era riservata alle 14 formazioni partecipanti alla Serie A. La Final Four si è svolta tra il 22 e il 23 aprile presso il PalaDolmen di Bisceglie.

## Formula
Il torneo è disputato dalle formazioni di Serie A e prevede due turni a eliminazione diretta e una Final Four in sede unica.

### Regolamento
Tutto il torneo è articolato su gare con formula a eliminazione diretta. Le società classificate ai primi due posti della scorsa stagione ricevono un bye al secondo turno, mentre le squadre giunte tra la 3ª e la 9ª posizione faranno parte del gruppo A nel primo turno, a differenza delle altre che fanno parte del gruppo B. Nel secondo turno saranno teste di serie le 4 migliori squadre classificate rimaste in gioco. Entrambi i turni si giocano in casa delle squadre di prima fascia. Le 4 vincenti il secondo turno si qualificano alla Final Four in sede unica.
In caso di parità al termine dei tempi regolamentari nelle sfide dei primi due turni sono previsti i tempi supplementari e, in caso di ulteriore parità, i tiri di rigore.

## Programma
| Fase       | Sorteggio        | Date                |
| ---------- | ---------------- | ------------------- |
| I turno    | 6 ottobre 2022   | 16 novembre 2022    |
| II turno   | 21 novembre 2022 | 25 gennaio 2023     |
| Final Four | 12 aprile 2023   | 22 - 23 aprile 2023 |

## Squadre qualificate
Erano iscritte d'ufficio tutte le società appartenenti al campionato nazionale di Serie A. Il detentore del trofeo è il Falconara, mentre il Real Statte è la squadra più vincente (4 edizioni).

## I turno

### Sorteggio
Il sorteggio ha avuto luogo il 6 ottobre 2022.

Le squadre sono state divise in 2 gruppi: nel primo turno le squadre del gruppo A incontreranno quelle del gruppo B.
| Partecipanti |                      |          |                     |
| Gruppo A     | Gruppo A             | Gruppo B | Gruppo B            |
| 1            | Lazio                | 1        | Audace Verona       |
| 2            | Bitonto              | 2        | V.I.P.              |
| 3            | Tikitaka Francavilla | 3        | Pelletterie Firenze |
| 4            | Real Statte          | 4        | Vis Fondi           |
| 5            | Rovigo Orange        | 5        | Irpinia             |
| 6            | Kick Off             | 6        | Molfetta            |

### Risultati
Gli incontri del primo turno si sono disputati il 16 novembre in casa della società appartenente al gruppo A.
| Squadra 1            | Risultato         | Squadra 2           |
| -------------------- | ----------------- | ------------------- |
| Lazio                | 6 - 1             | Audace Verona       |
| Rovigo Orange        | 2 - 1             | Molfetta            |
| Kick Off             | 5 - 5 (4 - 2 dtr) | Pelletterie Firenze |
| Tikitaka Francavilla | 7 - 1             | Irpinia             |
| Real Statte          | 5 - 1             | Vis Fondi           |
| Bitonto              | 6 - 1             | V.I.P.              |

### Partite
| Arbitri: | Dario Pezzuto (Lecce) Emilio Romano (Nola) |
| Crono:   | Nicola Acquafredda (Molfetta)              |

|                                                                                      |           |                  |
| Renatinha 1'04'’, 3'57'’, 24'33'’ Luciléia 14'56'’ Mansueto 15'08'’ Pernazza 26'44'’ | Marcatori | 14'40'’ Balardin |

| Arbitri: | Luca Serfilippi (Pesaro) Andrea Antonio Basile (Torino) |
| Crono:   | Andrea Seminara (Tivoli)                                |

|                                                                                       |           |               |
| Grieco 4'50'’ Marchese 11'20'’ Siclari 22'51'’, 28'28'’ Marques 31'10'’ Beita 36'52'’ | Marcatori | 38'42'’ Exana |

| Arbitri: | Nicola Maria Manzione (Salerno) Pasquale Crocifoglio (Napoli) |
| Crono:   | Paolo De Lorenzo (Brindisi)                                   |

|                                                                |           |                  |
| Guti 3'04'’, 22'57'’ Pascual 21'21'’ Bruninha 39'27'’, 39'50'’ | Marcatori | 9'25'’ Caciorgna |

| Arbitri: | Francesco Sgueglia (Finale Emilia) Alessandro Cannizzaro (Ravenna) |
| Crono:   | Martina Piccolo (Padova)                                           |

|                                   |           |                  |
| Pereira 25'10'’ Buzignani 37'05'’ | Marcatori | 34'43'’ Giuliano |

| Arbitri: | Chiara Perona (Biella) Giulia Fedrigo (Pordenone) |
| Crono:   | Simone Zanfino (Agropoli)                         |

|                                                              |                      |                                                                              |
| Da Costa 23'50'’, 49'39'’ Ghilardi 24'40'’, 25'18'’, 34'12'’ | Marcatori            | 10'34'’ Colucci 17'50'’ (aut.) Vanelli 30'58'’ Rivera 38'00'’, 41'39'’ Gomez |
| Da Costa Bortolini Stegius Vanelli Ghilardi                  | Tiri di rigore 4 – 2 | Teggi Ana Rivera Queiroz Pasos                                               |

| Arbitri: | Vincenzo Cannistrà (Catanzaro) Ugo Ciccarelli (Napoli) |
| Crono:   | Luca Di Battista (Avezzano)                            |

|                                                                             |           |                  |
| Tampa 1'30'’, 2'47'’, 3'27'’, 10'52'’, 37'18'’ Vanin 11'30'’ Xhaxho 28'22'’ | Marcatori | 9'44'’ Matijevic |

## II turno

### Sorteggio
Il sorteggio ha avuto luogo il 21 novembre 2022.

Le squadre sono state divise in 2 gruppi: nel secondo turno turno le squadre del gruppo A incontreranno quelle del gruppo B.
| Partecipanti |           |          |                      |
| Gruppo A     | Gruppo A  | Gruppo B | Gruppo B             |
| 1            | Falconara | 1        | Tikitaka Francavilla |
| 2            | Pescara   | 2        | Real Statte          |
| 3            | Lazio     | 3        | Rovigo Orange        |
| 4            | Bitonto   | 4        | Kick Off             |

### Risultati
Gli incontri del secondo turno si disputeranno il 25 gennaio in casa della società appartenente al gruppo A.
| Squadra 1 | Risultato | Squadra 2            |
| --------- | --------- | -------------------- |
| Falconara | 0 - 4     | Kick Off             |
| Pescara   | 2 - 0     | Rovigo Orange        |
| Lazio     | 4 - 3     | Real Statte          |
| Bitonto   | 5 - 1     | Tikitaka Francavilla |

### Partite
| Arbitri: | Nicola Acquafredda (Molfetta) Walter Suelotto (Bassano del Grappa) |
| Crono:   | Marco Moro (Latina)                                                |

|                                                       |           |                                                    |
| Siclari 8'59'’, 35'51'’ Marques 9'44'’ Grieco 22'37'’ | Marcatori | 0'40'’ Russo 15'20'’ Bergamotta 28'19'’ Marangione |

| Arbitri: | Luca Serfilippi (Pesaro) Andrea Cini (Perugia) |
| Crono:   | Silvio Paoloni (Ascoli Piceno)                 |

|                                 |           |  |
| Jessika 15'51'’ Elpidio 32'16'’ | Marcatori |  |

| Arbitri: | Elena Lunardi (Padova) Fabio Mavaro (Padova) |
| Crono:   | Daniele Filannino (Jesi)                     |

|  |           |                                                         |
|  | Marcatori | 12'46'’, 39'58'’ Vanelli 38'38'’ Tardelli 39'45'’ Maite |

| Arbitri: | Fabrizio Andolfo (Ercolano) Emilio Romano (Nola) |
| Crono:   | Giovanni Losacco (Bari)                          |

|                                                                         |           |               |
| Castagnaro 16'07'’, 28'40'’ Renatinha 23'56'’ Luciléia 38'34'’, 38'56'’ | Marcatori | 35'35'’ Vanin |

## Final Four
La Final Four si disputerà il 22 e 23 aprile presso il PalaDolmen di Bisceglie. Le gare di semifinale saranno trasmesse su Futsal TV, mentre la finale sarà trasmessa in diretta su Sky.

### Tabellone
|  | Semifinali | Semifinali | Semifinali |         |          | Finale   | Finale | Finale |  |
|  |            |            |            |         |          |          |        |        |  |
|  | Lazio      | Lazio      | 2          |         |          |          |        |        |  |
|  | Lazio      | Lazio      | 2          |         |          |          |        |        |  |
|  | Kick Off   | Kick Off   | 3          |         |          |          |        |        |  |
|  | Kick Off   | Kick Off   | 3          |         | Kick Off | Kick Off | 0      |        |  |
|  |            |            |            |         | Kick Off | Kick Off | 0      |        |  |
|  |            |            | Bitonto    | Bitonto | 5        |          |        |        |  |
|  | Pescara    | Pescara    | Bitonto    | Bitonto | 5        | 1        |        |        |  |
|  | Pescara    | Pescara    |            |         |          |          |        |        |  |
|  | Bitonto    | Bitonto    | 3          |         |          |          |        |        |  |

### Risultati

#### Semifinali
| Arbitri: | Antonio Dimundo (Molfetta) Stefano Mestieri (Finale Emilia) Francesco Sgueglia (Finale Emilia) |
| Crono:   | Giacomo Voltarel (Treviso)                                                                     |

|                               |           |                                               |
| Beita 28'57'’ Marques 38'09'’ | Marcatori | 26'54'’ Vanelli 28'32'’ Maite 32'37'’ Stegius |

| Arbitri: | Emilio Romano (Nola) Bartolomeo Burletti (Palermo) Andrea Antonio Basile (Torino) |
| Crono:   | Ugo Ciccarelli (Napoli)                                                           |

|                 |           |                                                        |
| Elpidio 11'04'’ | Marcatori | 0'33'’ Luciléia 26'58'’ (aut.) Verzulli 31'32'’ Santos |

#### Finale
| Arbitri: | Nicola Maria Manzione (Salerno) Chiara Perona (Biella) Martina Piccolo (Padova) |
| Crono:   | Paolo De Lorenzo (Brindisi)                                                     |

| |            | |
| | Marcatori  | 13'47'’, 27'38'’ Renatinha 21'52'’, 32'35'’, 37'10'’ Luciléia |
| · Gabriella Tardelli 21 · Luiza Bortolini 9 · 38'21'’ Madeleine Stegius 10 · Gaby Vanelli 12 · Simone da Costa 13 · Ilaria Brugnoni 1 · Greta Ghilardi 3 · Valentina Di Lonardo 7 · Giorgia Negri 11 · Marcella Violi 17 · Arianna Bovo 20 · Maite 23 | Formazioni | 17 Bianca Castagnaro 7 Diana Santos 8 Carolina Cenedese 9 Renatinha 10 Luciléia 1 Maria Giovanna Tempesta 5 Susanna Nicoletti 20 Carmen Pezzolla 21 Alexandra Di Vincenzo 22 Nicoletta Mansueto 27 Chiara Pernazza 88 Marfil Errico |
| Riccardo Russo | Allenatori | Gianluca Marzuoli |

## Classifica marcatori
| Gol |  |  | Giocatore                  | Squadra              |
| --- |  |  | -------------------------- | -------------------- |
| 7   |  |  | Luciléia                   | Bitonto              |
| 6   |  |  | Renatinha                  | Bitonto              |
| 5   |  |  | Tampa                      | Tikitaka Francavilla |
| 4   |  |  | Valentina Siclari          | Lazio                |
| 3   |  |  | Greta Ghilardi             | Kick Off             |
| 3   |  |  | Jessica Marques            | Lazio                |
| 3   |  |  | Gaby Vanelli               | Kick Off             |
| 2   |  |  | Bianca Castagnaro          | Bitonto              |
| 2   |  |  | Simone da Costa            | Kick Off             |
| 2   |  |  | Aline Elpidio              | Pescara              |
| 2   |  |  | Beita Fernandez De La Vega | Lazio                |
| 2   |  |  | Pia Gomez                  | Pelletterie Firenze  |
| 2   |  |  | Alessia Grieco             | Lazio                |
| 2   |  |  | Guti                       | Real Statte          |
| 2   |  |  | Maite                      | Kick Off             |
| 2   |  |  | Bruna Marcon               | Real Statte          |
| 2   |  |  | Debora Vanin               | Tikitaka Francavilla |

| Gol |  |  | Giocatore                  | Squadra              |
| --- |  |  | -------------------------- | -------------------- |
| 1   |  |  | Roberta Bergamotta         | Real Statte          |
| 1   |  |  | Lisiane Buzignani          | Rovigo Orange        |
| 1   |  |  | Cristina Caciorgna         | Vis Fondi            |
| 1   |  |  | Carola Colucci             | Pelletterie Firenze  |
| 1   |  |  | Jessica Exana              | Audace Verona        |
| 1   |  |  | Georgia Fernandes Balardin | V.I.P.               |
| 1   |  |  | Roberta Giuliano           | Molfetta             |
| 1   |  |  | Jessika Manieri            | Pescara              |
| 1   |  |  | Nicoletta Mansueto         | Bitonto              |
| 1   |  |  | Floriana Marangione        | Real Statte          |
| 1   |  |  | Sabrina Marchese           | Lazio                |
| 1   |  |  | Tomislava Matijevic        | Irpinia              |
| 1   |  |  | Corin Pascual              | Real Statte          |
| 1   |  |  | Cintia Pereira             | Rovigo Orange        |
| 1   |  |  | Chiara Pernazza            | Bitonto              |
| 1   |  |  | Ana Rivera                 | Pelletterie Firenze  |
| 1   |  |  | Matilde Russo              | Real Statte          |
| 1   |  |  | Diana Santos               | Bitonto              |
| 1   |  |  | Madeleine Stegius          | Kick Off             |
| 1   |  |  | Gabriella Tardelli         | Kick Off             |
| 1   |  |  | Aida Xhaxho                | Tikitaka Francavilla |